# Homoneura nubila
Homoneura nubila is een vliegensoort uit de familie van de Lauxaniidae. De wetenschappelijke naam van de soort is voor het eerst geldig gepubliceerd in 1913 door Melander.